# Massicus fryi
Massicus fryi là một loài bọ cánh cứng trong họ Cerambycidae.